# Équipe de France de football en 1980
Chronologie
Saison précédente Saison suivante
Cet article traite de l'année 1980 de l'équipe de France de football.
- Absente de la phase finale de l'Euro 1980 en Italie, l'équipe de France débute victorieusement à l'automne ses éliminatoires pour la Coupe du monde 1982. Mais la fin d'année est également marquée par une cuisante défaite en Allemagne contre les nouveaux champions d'Europe.
- Face à Chypre la sélection enregistre le plus fort écart à l'extérieur dans son histoire. sélection.

## Les matchs
| Date             | Stade                                                         | Adversaire           | Score | Comp | Buteurs français                                                                     |
| 27 février 1980  | Parc des Princes Paris, France                                | Grèce                | V 5-1 | A    | Bathenay (7epen), Platini (37e & 62e), Christophe (63e), Stopyra (66e)               |
| 26 mars 1980     | Parc des Princes Paris, France                                | Pays-Bas             | N 0-0 | A    | -                                                                                    |
| 23 mai 1980      | Stade Lénine Moscou, Union soviétique                         | Union soviétique     | D 0-1 | A    | -                                                                                    |
| 11 octobre 1980  | Stade Tsirion Limassol, Chypre                                | Chypre               | V 7-0 | QCM  | Lacombe (4e), Platini (14e & 23e), Larios (40epen & 76epen), Six (82e), Zimako (87e) |
| 29 octobre 1980  | Parc des Princes Paris, France                                | République d'Irlande | V 2-0 | QCM  | Platini (11e), Zimako (77e)                                                          |
| 19 novembre 1980 | Niedersachsenstadion Hanovre, République fédérale d'Allemagne | Allemagne de l'Ouest | D 1-4 | A    | Larios (39epen)                                                                      |

A : match amical. QCM : match qualificatif pour la Coupe du monde 1982

## Les joueurs
| Joueurs                                              |     |     |     |     |     |     |
| Gardiens de but                                      |     |     |     |     |     |     |
| Dominique Dropsy (RCS)                               | 45  | 90  |     | 90  | 90  | 90  |
| Jean-Luc Ettori (ASM) (1re sélection)                | r45 |     |     |     |     |     |
| Philippe Bergeroo (LOSC) (2de sélection)             |     |     | 90  |     |     |     |
| Défenseurs                                           |     |     |     |     |     |     |
| Léonard Specht (RCS)                                 | 90  | 90  | 90  | 90  | 90  | 90  |
| Thierry Tusseau (FC Nantes)                          | 90  | r12 |     |     |     |     |
| Patrick Battiston (FC Metz/ASSE)                     | 90  |     |     | 90  | 90  |     |
| Christian Lopez (ASSE)                               | 90  |     |     |     | 90  | 90  |
| Maxime Bossis (FC Nantes)                            |     | 90  | 90  | 90  | 90  | 90  |
| Gérard Janvion (ASSE)                                |     | 90  | 90  |     |     | 90  |
| Marius Trésor (OM)                                   |     | 90  | 90  |     |     |     |
| Milieux                                              |     |     |     |     |     |     |
| Michel Platini (ASSE)                                | 90  | 90  | 90  | 90  | 74  | 90  |
| Didier Christophe (ASM) (1re sélection)              | 70  | 78  | 90  |     |     |     |
| Dominique Bathenay (PSG)                             | 90  | 64  |     |     |     |     |
| Bernard Genghini (FCSM) (1re sélection)              | r20 |     |     |     |     |     |
| Gilles Rampillon (FC Nantes) (3e sélection)          |     | r26 |     |     |     |     |
| Jean Tigana (OL) (1re sélection)                     |     |     | 90  | 51  | 90  | 90  |
| Jean-François Larios (ASSE)                          |     |     |     | 90  | 90  | 90  |
| Henri Michel (FC Nantes) (58e et dernière sélection) |     |     |     | 90  |     |     |
| Jean Petit (ASM) (dernières sélections)              |     |     |     | r39 | r16 |     |
| Attaquants                                           |     |     |     |     |     |     |
| Eric Pécout (FC Nantes) (dernières sélections)       | 45  | 90  | r28 |     |     |     |
| Olivier Rouyer (ASNL)                                | r34 | r19 |     |     |     | r30 |
| Jacques Zimako (ASSE)                                | 90  |     | 90  | r17 | r24 | 90  |
| Patrice Lecornu (SCO Angers) (2de sélection)         | 56  |     |     |     |     |     |
| Yannick Stopyra (FCSM) (1re sélection)               | r45 |     |     |     |     |     |
| Alain Couriol (ASM) (1re sélection)                  |     | 90  | r45 |     |     |     |
| Didier Six (OM/Cercle Bruges)                        |     | 71  |     | 90  | 90  | r11 |
| Bernard Lacombe (Girondins de Bordeaux)              |     |     | 62  | 90  | 66  |     |
| Albert Emon (ASM) (8e et dernière sélection)         |     |     | 45  |     |     |     |
| Bruno Baronchelli (FC Nantes) (5e sélection)         |     |     |     | 73  |     |     |
| Dominique Rocheteau (PSG)                            |     |     |     |     | 90  | 60  |
| Loïc Amisse (FC Nantes) (10e sélection)              |     |     |     |     |     | 79  |